# Borysowo
Borysowo (Duits: Borrishof; 1938-1945: Borishof) is een plaats in het Poolse woiwodschap Ermland-Mazurië, in het Olecki. De plaats maakt deel uit van de landgemeente Kowale Oleckie.